# Nuts!
Pour les articles homonymes, voir Nut.
Pour plus de détails, voir Fiche technique et Distribution.
Nuts! est un film documentaire, en partie animé, de 2016. Il est présenté comme « l'histoire presque vraie » du médecin controversé et magnat de la radio John R. Brinkley. Le documentaire est adapté du livre The Life of A Man: Biography of John R. Brinkley de Clement Wood, réalisé par Penny Lane et édité par Penny Lane et Thom Stylinski. Nuts! remporte le prix spécial du jury pour le montage lors de sa première à Sundance en 2016,.

## Synopsis
Nuts!, raconté par Gene Tognacci, retrace la vie et la carrière de John R. Brinkley (1885-1942), un pharmacien de Milford, au Kansas, devenu médecin, et qui prétend avoir découvert un remède contre l'impuissance masculine en implantant des testicules de chèvre dans le scrotum de ses patients humains,. En grande partie grâce aux témoignages de ses clients « satisfaits », Brinkley connait une période de gloire et de fortune avant d'attirer l'attention de Morris Fishbein, rédacteur en chef du Journal of American Medicine, et de l'American Medical Association, qui lui retire son autorisation d'exercer.
Brinkley est reconnu pour avoir créé la station de radio la plus puissante du monde à son époque, la KFKB (en) (Kansas Folk Know Better), popularisant la musique country ou hillbilly, et inventant l'infopublicité, avec ses propres diatribes sur la santé publique. Brinkley a des problèmes avec la Federal Radio Commission (aujourd'hui la Federal Communications Commission), qui décide de fermer sa station de radio. En réponse, Brinkley construit le million-watt-regulation-skirting border-blaster (ou « blaster frontalier d'un-million-de-watt pour-contourner-la-régulation » en français), XERA, au Mexique et continue à diffuser,.
Brinkley se présente au poste de gouverneur du Kansas en 1930 en tant que candidat non aligné. Il aurait pu l'emporter si des milliers de votes n'avaient pas été exclus, peut-être de manière illégale, par ses adversaires,.
La célébrité et la fortune de Brinkley se détériorent lorsqu'il poursuit Fishbein pour diffamation. Il est révélé à la fin du film que Brinkley a également fait l'objet de nombreux procès pour homicide involontaire, qu'il avait des références académiques douteuses et qu'il avait un casier judiciaire.

## Fiche technique
- Titre original : Nuts!
- Réalisation : Penny Lane
- Scénario : Thom Stylinski
- Musique : Brian McOmber
- Photographie : Penny Lane
- Montage : Penny Lane et Thom Stylinski
- Producteurs et productrices : James Belfer, Caitlin Mae Burke, Penny Lane et Daniel Shepard
  - Coproducteurs : David Armillei, Kara Janeczko et Gene Tognacci
  - Producteurs délégués : Dan Cogan, Elias Savada
  - Producteur associé : Gene Tognacci
- Sociétés de production : Cartuna et Gland Power Films
- Société de distribution : Amazon Studios, Cartuna et mTuckman Media
- Pays de production :  États-Unis
- Langue originale : anglais
- Dates de sortie :
  - États-Unis : 22 janvier 2016 (Festival du film de Sundance)
  - Pays-Bas : 3 février 2016 (Festival international du film de Rotterdam)
  - Canada : 2 mai 2016 (Festival international canadien du documentaire Hot Docs)
  - France : 13 juin 2016 (Festival international du film d'animation d'Annecy 2016)

## Distribution
- Gene Tognacci : le narrateur
- Andy Boswell : différentes voix
- John Causby : différentes voix
- Kelly Mizell : différentes voix
- Jeff Pillars : différentes voix
- Thom Stylinski : différentes voix
- Fran Taylor : différentes voix
- Pope Brock : lui-même
- Gene Fowler : lui-même
- Dr James Reardon : lui-même
- Megan Seaholm : elle-même

## Production

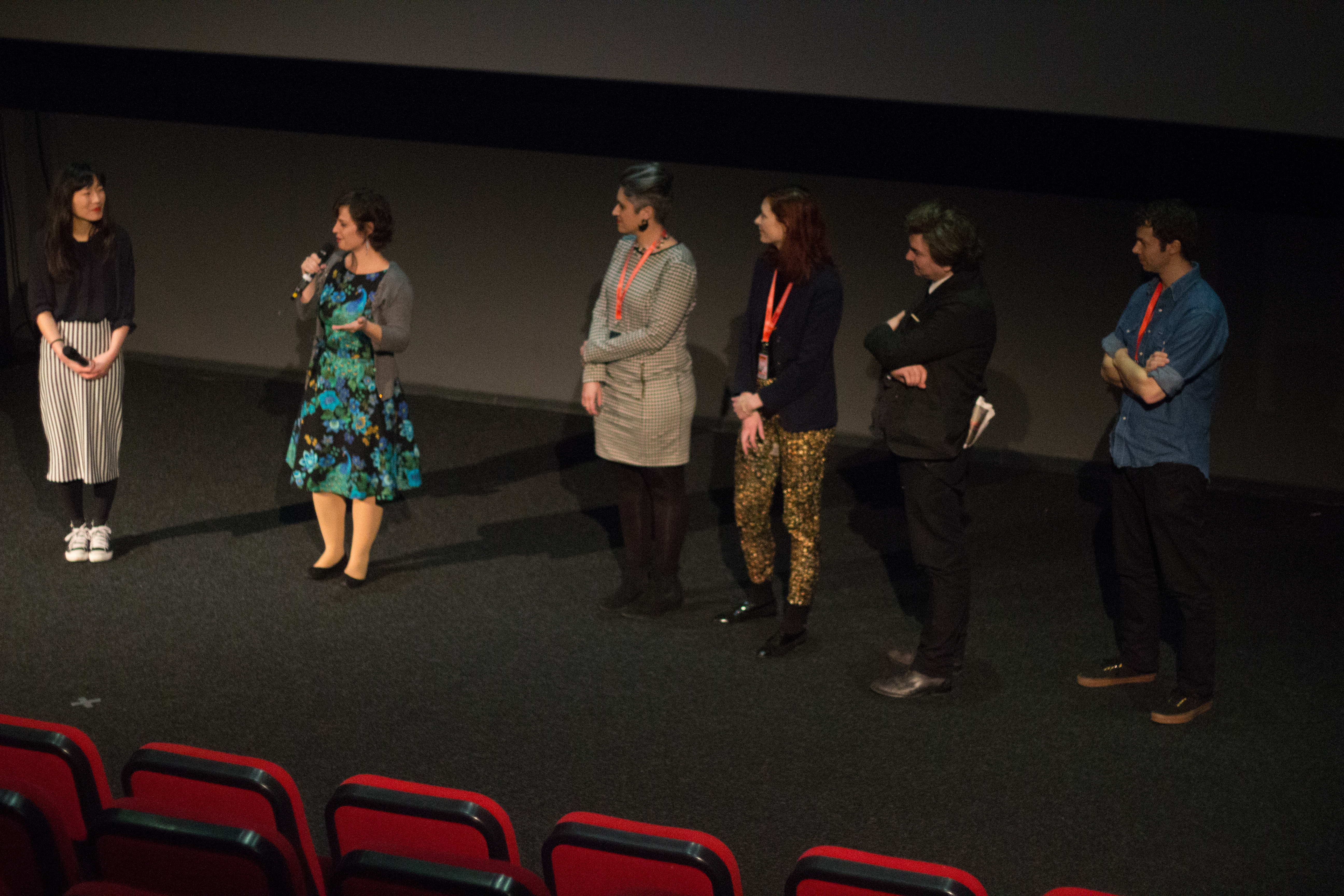
Penny Lane et plusieurs animateurs qui ont travaillé sur le film au Festival international du film de Rotterdam.

L'idée de créer Nuts! est venue à Lane en 2009 alors qu'elle avait lu Charlatan: America's Most Dangerous Huckster, the Man Who Pursued Him, and the Age of Flimflam de Pope Brock,. Elle se demande si la cure de testicules de chèvre de Brinkley a fonctionné, une question que d'autres lui ont posée lorsqu'elle racontait cette histoire. Le fait que des gens d'aujourd'hui puissent encore être crédules, voire déçus, lorsqu'elle leur disait qu'il s'agissait d'un « pure remède de charlatan » l'a intriguée,.

« Il est important que même celles et ceux qui se considèrent comme très sceptiques et qui pensent que nous nous baladons en employant toujours notre esprit critique, réalisent que nous pouvons tous être trompés. »

— Penny Lane
Dans le film, Lane utilise une variété de techniques et de matériaux documentaires traditionnels et non traditionnels pour raconter l'histoire de Brinkley : reconstitutions animées, séquences d'archives (y compris des films familiaux et des films d'actualité), une narration adaptée aussi fidèlement que possible depuis The Life of A Man: Biography of John R. Brinkley, et des entretiens avec des experts d'aujourd'hui,,,,.
Les voix-off sont celles d'Andy Boswell, John Causby, Kelly Mizell, Jeff Pillars, Thom Stylinski et Fran Taylor.
Lane structure délibérément le film de manière que le spectateur soit « dans la peau de quelqu'un qui pourrait être dupé » par Brinkley et sa capacité à raconter une bonne histoire. La première partie du documentaire est racontée du point de vue de Brinkley : l'histoire que Brinkley aurait racontée. Plus tard dans le film, il est révélé que le public a été manipulé de cette manière.
Penny Lane et le scénariste Thom Stylinski souhaitent tous deux jouer avec « les conventions du documentaire pour faire passer un message »,. Selon Stylinski, les cinéastes, y compris ceux qui réalisent des documentaires, manipulent l'information et le public doit être sensibilisé à ce sujet. Sur le site web qui accompagne le film, Lane met à la disposition des lecteurs et des spectateurs une vaste base de données intitulée « Notes on Nuts! », qui comprend plus de 300 notes de bas de page permettant de vérifier les faits et de révéler les choix créatifs : là où elle est restée fidèle aux faits, là où elle a modifié la chronologie des événements, ou là où elle a « tout simplement inventé des choses de toutes pièces ».

## Accueil

### Accueil critique
Les critiques qualifient Nuts! d'amusant, de divertissant, de plus étrange que de la fiction et d'« herbe-à-chat pour des publics d'un certain type »,,.
Dennis Harvey écrit pour Variety : « Lane et sa troupe ont créé une sorte d'ode farfelue au rêve américain classique : un travail acharné et des beaux idéaux menant inévitablement à la célébrité, à la fortune et au bonheur. C'est ce que Brinkley vendait réellement, et il a maîtrisé son emballage, même si le contenu s'est avéré en grande partie frauduleux. »
Robert Abele écrit dans le Los Angeles Times : « […] s'il y a une chose à retenir qui fait froid dans le dos, c'est le sentiment de consternation que Lane laisse derrière elle. Vous pouvez penser que tomber dans le piège des glandes de chèvre est une folie de l'ère pré-Internet, de celle de l'huile de serpent. Mais parlez d'autre chose, et qui sait ce que vous croirez si le discours est suffisamment puissant ? »
Ann Hornaday écrit que l'utilisation novatrice des notes de bas de page par Lane est une idée unique et bienvenue dans les débats en cours sur la vérité et l'éthique dans les films documentaires, mais elle s'est également inquiétée de faire en sorte que ces notes ne soient diffusées que plusieurs mois après la sortie du film, pour laisser « assez de temps aux spectateurs pour assimiler les personnages et les fictions imaginées par la réalisatrice, comme étant des vérités historiques. »

### Récompenses et nominations
Le film remporte le prix spécial du jury pour le montage lors de sa première à Sundance en 2016,.